# Hiperespectral

Comparativa de diferentes resoluciones espectrales. De izquierda a derecha: Monoespectral, Multiespectral e Hiperespectral

La formación de imágenes hiperespectrales consiste en recopilar y procesar información a lo largo de todo el espectro electromagnético. La formación de imágenes espectrales divide el espectro en muchas bandas. Esta técnica de dividir las imágenes en bandas puede extenderse más allá de lo visible. De aquí surge la técnica de formación de imágenes hiperespectrales.
Los Ingenieros construyen sensores y sistemas de procesamiento para la aplicación de este método de visión en la agricultura, la mineralogía, la física, y la vigilancia. Los sensores hiperespectrales miran a los objetos usando una vasta porción del espectro electromagnético. Ciertos objetos dejan unas huellas únicas a lo largo de todo el espectro electromagnético catalogándolos como si de huellas dactilares se tratara. Estas 'huellas dactilares' que se conocen como firmas espectrales permiten la identificación de los materiales que componen un objeto analizado. Por ejemplo, una firma espectral para el petróleo ayuda a mineralogistas a encontrar nuevos campos de petróleo.

## Adquisición y análisis

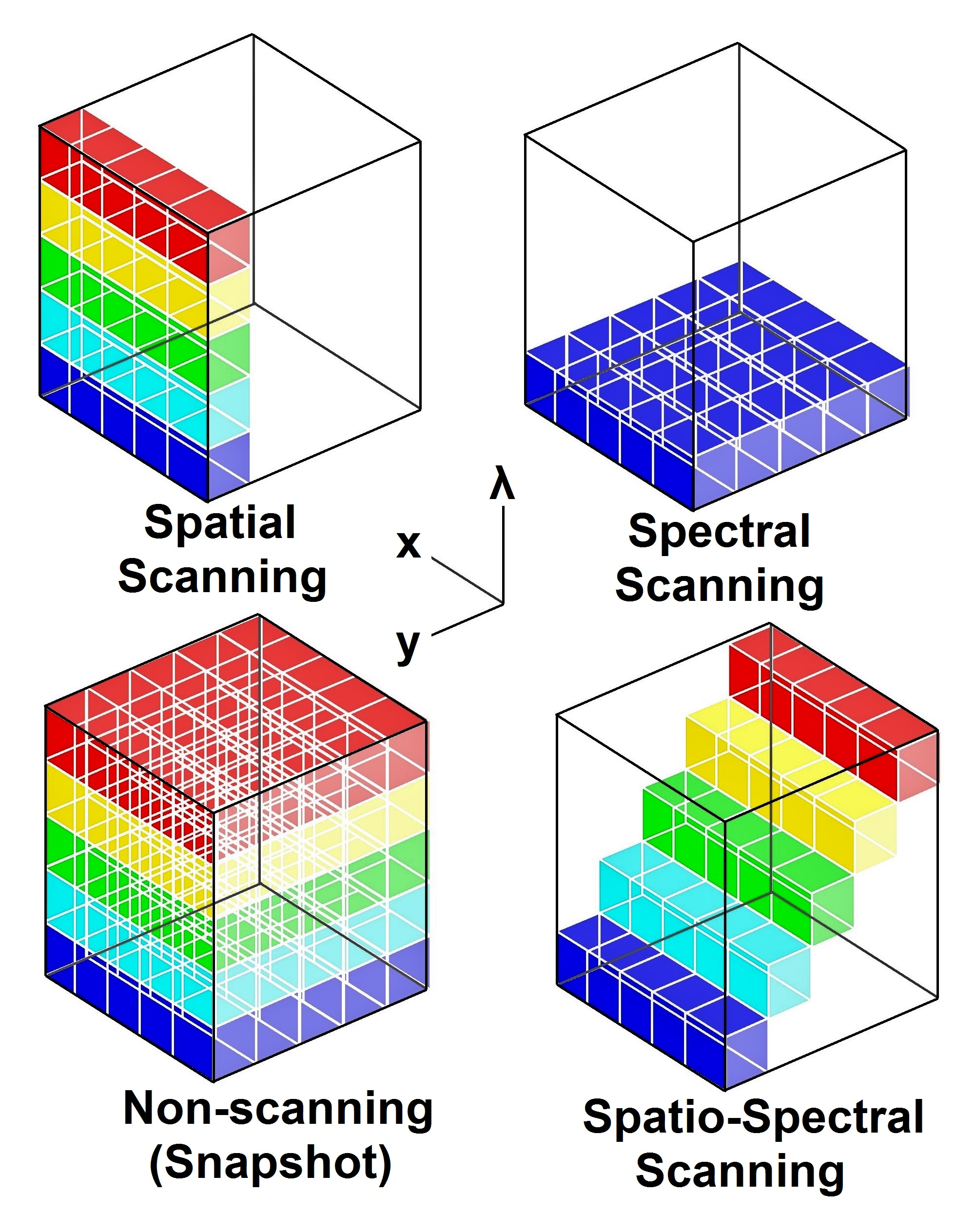
Adquisición

Los sensores hiperespectrales recopilan información como un conjunto de imágenes. Cada imagen representa un rango del espectro electromagnético también conocido como banda espectral. Estas imágenes se combinan y forman una imagen tridimensional hiperespectral, un cubo de datos, para el procesamiento y análisis.
Los cubos hiperespectrales son generados a partir de sensores aerotransportados, tales como el Airborne Visible/Infrared Imaging Spectrometer (AVIRIS) de la NASA, o a partir de satélites como Hyperion de la NASA. Sin embargo, para muchos estudios de desarrollo y validación, son usados sensores de mano.

## Distinción entre imágenes hiperespectrales y multiespectrales

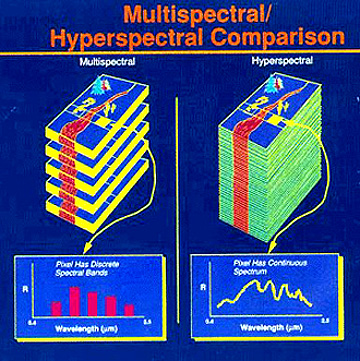
Diferencias multiespectrales e hiperespectrales.

Las imágenes hiperespectrales están relacionadas con las multiespectrales. La distinción entre hiperespectral y multibanda se basa a veces incorrectamente en un «número de bandas» arbitrario o en el tipo de medición. Las imágenes hiperespectrales (HSI) utilizan rangos continuos y contiguos de longitudes de onda (por ejemplo, 400 - 1100 nm en pasos de 1 nm), mientras que las imágenes multibanda (MSI) utilizan un subconjunto de longitudes de onda específicas en ubicaciones elegidas (por ejemplo, 400 - 1100 nm en pasos de 20 nm).
Las imágenes multibanda tratan varias imágenes en bandas discretas y algo estrechas. El hecho de ser «discretas y algo estrechas» es lo que distingue las imágenes multiespectrales en la longitud de onda visible de la fotografía en color. Un sensor multiespectral puede tener muchas bandas que cubren el espectro desde el visible hasta el infrarrojo de onda larga. Las imágenes multiespectrales no producen el «espectro» de un objeto. Landsat es un destacado ejemplo práctico de imagen multiespectral.
El hiperespectral se ocupa de obtener imágenes de bandas espectrales estrechas en un rango espectral continuo, produciendo los espectros de todos los píxeles de la escena. Un sensor con sólo 20 bandas también puede ser hiperespectral cuando cubre el rango de 500 a 700 nm con 20 bandas de 10 nm de ancho cada una, mientras que un sensor con 20 bandas discretas que cubren el visible, el infrarrojo cercano, el de onda corta, el de onda media y el de onda larga se consideraría multiespectral.